# بانک کامبیتار
بانک کامبیتار (انگلیسی: Banka Kombëtare) شرکت خدمات مالی و بانکداری آلبانیایی است، که در سال ۱۹۹۳ تأسیس شد.